# Kalmasaari (ö i Södra Savolax, Pieksämäki, lat 62,44, long 27,35)
Kalmasaari är en ö i Finland. Den ligger i sjön Huikkanen och i kommunen Pieksämäki i den ekonomiska regionen  Pieksämäki ekonomiska region  och landskapet Södra Savolax, i den centrala delen av landet, 280 km nordost om huvudstaden Helsingfors. Öns area är 0,2 hektar och dess största längd är 70 meter i sydöst-nordvästlig riktning.